# José Mercedes Gamas 1.ª Sección
José Mercedes Gamas 1.ª Sección es una localidad del municipio de Huimanguillo ubicado en la subregión de la Chontalpa del estado mexicano de Tabasco.

## Geografía
La localidad de José Mercedes Gamas 1.ª Sección se sitúa en las coordenadas geográficas 17°42′57″N 93°34′47″O / 17.715833, -93.579722, a una elevación de 31 metros sobre el nivel del mar.

## Demografía
Según el Conteo de Población y Vivienda 2020, efectuado por el Instituto Nacional de Estadística y Geografía, la localidad de José Mercedes Gamas 1.ª Sección tiene 830 habitantes, de los cuales 417 son del sexo masculino y 413 del sexo femenino. Su tasa de fecundidad es de 2.72 hijos por mujer y tiene 209 viviendas particulares habitadas.
| Gráfica de evolución demográfica de José Mercedes Gamas 1.ª Sección entre 1990 y 2020 |
|                                                                                       |
| INEGI.                                                                                |